# محوطه سبزوارکار
محوطه سبزوارکار مربوط به هزاره ۴ قبل از میلاد تا دوره است و در شهرستان خرم‌آباد، بخش ویسیان، دهستان شوارب، روستای کوماس واقع شده و این اثر در تاریخ ۲۸ شهریور ۱۳۸۶ با شمارهٔ ثبت ۱۹۵۴۴ به‌عنوان یکی از آثار ملی ایران به ثبت رسیده است.